# 图瓦语
图瓦语（Tyva dyl；[tʰɯʋa tɯl]）或译图佤语，是一种突厥语族的语言，使用西里尔字母书写。主要使用者是西伯利亚中南部的图瓦共和国的约20万居民。中国新疆维吾尔族自治区北部地区也生活着幾千图瓦人，他们在日常交谈中使用图瓦语，被官方划归为蒙古族，是中國未識別民族之一，中国图瓦语目前尚无文字，在学术著作中多以宽式国际音标记写。
图瓦语从蒙古语中借用了大量的词汇，也使用了一部分俄语的词汇。

## 历史
虽然这一章节主要关注图瓦人，但许多语言学家认为语言不可避免地与语言本身的社会历史状况交织在一起。关于图瓦语的最早记录是19世纪早期的《烏里雅蘇台志略》，以及朱利斯·克拉普罗特（1823）、马蒂亚斯·卡斯滕（1857）、卡塔诺夫和瓦西里·拉德洛夫等人的记录。:234–230
“图瓦”这个名字在《蒙古秘史》中就有了。图瓦人被中国、俄罗斯和蒙古先后统治了数千年。图瓦人的独立政权图瓦人民共和国存在于1921年至1944年。
许多文献称，自1944年图瓦被苏联吞并以来，苏联/俄罗斯联邦政府与图瓦民族领导人之间一直存在极端紧张关系。1990年，图瓦人和俄罗斯政府之间爆发了暴力冲突。:353–373根据社会科学家 Louk Hagendoorn、Edwin Poppe 和 Anca Minescu 在2008年完成的一项研究，图瓦人希望在苏联解体后尽可能独立于俄罗斯联邦。他们特别强调了图瓦人在语言文化方面独立的渴望。研究表明，这背后的原因部分是歧视。俄罗斯的许多少数民族和语言群体通过强调语言文化的重要性来争夺经济资源。
2000年以来，俄罗斯联邦一直在努力减少俄罗斯少数民族的分裂倾向，但这种倾向依然存在。

## 系属分类
图瓦语一般被划入突厥语系西伯利亚语支，与其他几种西伯利亚突厥语（如哈卡斯语和阿尔泰语）关系密切。它关系最近的语言是濒危的图法语。
图瓦语可被分为4个方言区：西部、中部、东北部、东南部。
- 中部方言：书面语的基础方言，有渥夫乌尔（Ovyur）和 大叶尼塞（Bii-Khem） 等次方言。这种方言的地理中心性意味着它和所有图瓦语都多少有点像。[10]
- 西部方言：分布在赫姆奇克河上游。受阿尔泰语影响。
- 东北方言：也被称为托贾图瓦方言，分布在大叶尼塞河上游。有鼻化。包含大量其他方言中没有的与狩猎和驯鹿繁殖相关的词汇。
- 东南方言：受蒙古语系影响很大。

由准噶尔人（Dzungar）、臣格勒人（Tsengel）和杜科哈人（Dukha）说的较为罕见的方言记录并不充分。K·大伟·哈里森于2001年关于图瓦语的论文认为这些方言的差异与图瓦民族的游牧性质有关。例如，准噶尔图瓦语发源自蒙古西部的阿尔泰山脉。由于大多数人目前居住在中国，因此没有准确的准噶尔图瓦语使用者人数，中国政府在人口普查中将图瓦语使用者归为蒙古族。:497–517

## 字母拼法
图瓦语的书写系统最初是由20世纪30年代一位图瓦僧人鲁布桑·齐密特（Лопсан-Чимит）设计出来的，而鲁布桑·齐密特在后来却受到了斯大林主义者的迫害。其中采用了大多数以拉丁文为基础的字母，同时增加了部分特殊字母代表图瓦语中特殊的发音，有一些书籍（其中包括指导人们进行阅读的教科书）是按这样的字母印刷的。但是鲁布桑·齐密特设计的字母随后被一种西里尔字母（也正是现在使用中的字母）所替代，而鲁布桑·齐密特也逐渐自历史上消失。而在后苏维埃时期，一些研究图瓦语和其他语言的学者又把目光重新投向了图瓦字母的历史以及建立图瓦语的历史纪录。
| A a | B ʙ | C c | D d | E e | F f | G g | Ƣ ƣ |
| H h | I i | J j | K k | L ʟ | M m | N n | Ꞑ ꞑ |
| O o | Ө ө | P p | Q q | R r | S s | Ş ş | T t |
| U u | V v | W w | X x | Y y | Z z | Ƶ ƶ | Ƅ ƅ |

现在使用的图瓦语用一种西里爾字母的变体书写。同标准俄语字母比，图瓦语有三个特殊字母： Ңң（拉丁语的 "ng" 或 "ŋ"）、 Өө （拉丁语的"ö"）、 Үү（拉丁语的 "ü"）。其他字母顺序同俄语字母表相同，其中Ң在 Н之后， Ө 在 О 之后， Ү 在 У之后。
| А а | Б б | В в | Г г | Д д | Е е | Ё ё | Ж ж |
| З з | И и | Й й | К к | Л л | М м | Н н | Ң ң |
| О о | Ө ө | П п | Р р | С с | Т т | У у | Ү ү |
| Ф ф | Х х | Ц ц | Ч ч | Ш ш | Щ щ | Ъ ъ | Ы ы |
| Ь ь | Э э | Ю ю | Я я |     |     |     |     |

| 图瓦语字母 | 图瓦语字母 | 图瓦语字母 | 图瓦语字母 | 图瓦语字母 | 图瓦语字母 | 图瓦语字母 | 图瓦语字母 | 图瓦语字母 | 图瓦语字母 | 图瓦语字母 | 图瓦语字母 | 图瓦语字母 | 图瓦语字母 | 图瓦语字母 | 图瓦语字母 | 图瓦语字母 | 图瓦语字母 | 图瓦语字母 | 图瓦语字母 | 图瓦语字母 | 图瓦语字母 | 图瓦语字母 | 图瓦语字母 | 图瓦语字母 | 图瓦语字母 | 图瓦语字母 | 图瓦语字母 | 图瓦语字母 | 图瓦语字母 |
| ---------- | ---------- | ---------- | ---------- | ---------- | ---------- | ---------- | ---------- | ---------- | ---------- | ---------- | ---------- | ---------- | ---------- | ---------- | ---------- | ---------- | ---------- | ---------- | ---------- | ---------- | ---------- | ---------- | ---------- | ---------- | ---------- | ---------- | ---------- | ---------- | ---------- |
| А          | а          | Б          | б          | В          | в          | Г          | г          | Д          | д          | Е          | е          | Ё          | ё          | Ж          | ж          | З          | з          | И          | и          | Й          | й          | К          | к          | Л          | л          | М          | м          | Н          | н          |
| Ң          | ң          | О          | о          | Ө          | ө          | П          | п          | Р          | р          | С          | с          | Т          | т          | У          | у          | Ү          | ү          | Ф          | ф          | Х          | х          | Ц          | ц          | Ч          | ч          | Ш          | ш          | Щ          | щ          |
| Ъ          | ъ          | Ы          | ы          | Ь          | ь          | Э          | э          | Ю          | ю          | Я          | я          |            |            |            |            |            |            |            |            |            |            |            |            |            |            |            |            |            |            |

## 語音系統

### 輔音
|      | 唇音 | 唇音 | 齿龈音 | 齿龈音 | 硬顎音 | 硬顎音 | 软腭音 | 软腭音 |
| ---- | ---- | ---- | ------ | ------ | ------ | ------ | ------ | ------ |
| 鼻音 | m    | m    | n      | n      |        |        | ŋ      | ŋ      |
| 塞音 | pʰ   | p    | tʰ     | t      | t͡ʃ     |        | k      | ɡ      |
| 擦音 |      |      | s      | z      | ʃ      | ʒ      | x      |        |
| R音  |      |      | ɾ      | ɾ      |        |        |        |        |
| 近音 | ʋ    | ʋ    | l      | l      | j      | j      |        |        |

### 元音
图瓦语元音有三种变体：短音、长音，和短音与低调。长元音的持续时间至少是（通常超过）短元音的两倍。短元音可能会出现音位性低调，当它出现时，会使它们的时长增加至少一半。使用低调时，图瓦语使用者的音高处于其模态音高的极低端。部分人会把它发得更低，直至嘎裂声。单音节词中的元音有低调时，将只在元音前半部分上有低调（如[àt]“马”）。:3–5元音后半部分音高会回到模态，反映出的是升调。
声学上，它的音高轮廓和官话的第二声很像，但图瓦语的调开始得更低。不过，图瓦语被认为是具有音位性的低音而不是高低重音。当低调元音出现在多音节词中时，没有升高的音高轮廓或延长效果：[àdɯ]“他/她/它的马”。这样的低调以前被称为呼麦或咽化元音。语音研究表明，这种元音的定义特征是低音调。有关图瓦语低音调元音的语音和声学研究，参见Harrison 2001。
巴雅日玛在她的博士论文《图瓦语蒙古语借词中的长元音》里指出，长元音的历史是模糊的，可能源自蒙古语，也有本土来源。在大多数蒙古语中，长元音音值取决于接着的元音音值，是唇音时除外。相比之下，古图瓦语则是用第一个元音确定长元音。:191–197
巴雅日玛将这些外来词分为两个时期：早期层和晚期层。早期层是蒙古语保留连词的词，保留VCV结构，但仍发展出长元音，重音在最后一个音节时，短元音被长元音替换。晚期层的长元音没有在进入图瓦语时改变。
|    |        | 短 | 短 | 長 | 長 | 低調 | 低調 |
| -- | ------ | -- | -- | -- | -- | ---- | ---- |
| 高 | 低     | 高 | 低 | 高 | 低 |      |      |
| 前 | 非圓唇 | i  | e  | iː | eː | ì    | è    |
| 前 | 圓唇   | y  | ø  | yː | øː | ỳ    | ø̀    |
| 後 | 非圓唇 | ɯ  | a  | ɯː | aː | ɯ̀    | à    |
| 後 | 圓唇   | u  | o  | uː | oː | ù    | ò    |

元音也可以在鼻音环境下被鼻化，不过鼻化并不是音位。词首音节的元音大多是低调，没有长短对立。

#### 元音和諧
图瓦语有两套元音和谐系统，严格限制词和词缀中的元音分布。元音前后和谐，有时也称“颚”和谐，要求一个词中的所有元音要么在后，要么在前。元音圆唇和谐，有时也称为“唇”和谐，要求高元音在词中紧随圆唇元音时也保持圆唇。低圆唇元音[ø] [o]只能出现在词的第一个音节，非词首音节的元音只能在发生圆唇和谐时出现圆唇（必须同时是高元音[y] [u]且前接圆唇元音）。图瓦语元音和谐系统详见Harrison 2001。

## 語法
可以通过加缀产生复合词。例如，“骆驼”，“骆驼（复数）”，“我的骆驼（复数）”，“从我的骆驼（复数）”。

### 名词
图瓦语将名词分为6个格：属格、宾格、与格、离格、方位格和向格。下面列出的词缀都是前元音，不过除-Je外都要遵循元音和谐规则。每种格缀都有不同的用途和含义，此处只列最基础的。
|                 | 词素变体 | 词素变体       | 词素变体 | 词素变体 |
| 清辅音后        | 鼻音后   | 元音和浊辅音后 | 后       |          |
| --------------- | -------- | -------------- | -------- | -------- |
| 主格            |          |                |          |          |
| 属格 （-NIŋ）   |          |                |          |          |
| 宾格 （-NI）    |          |                |          |          |
| 与格 （-KA）    |          |                |          |          |
| 方位格 （-DA）  |          |                |          |          |
| 离格 （-DAn）   |          |                |          |          |
| 向格 I （-Je）  |          |                |          |          |
| 向格II（-DIvA） |          |                |          |          |
|                 |          |                |          |          |
| 复数（-LAr）    |          |                |          |          |

| 格     | 形式 | 汉语                       |
| ------ | ---- | -------------------------- |
| 主格   |      | 骆驼                       |
| 属格   |      | 骆驼的                     |
| 宾格   |      | 骆驼（动词的限定直接宾语） |
| 与格   |      | 为骆驼或于骆驼（过去时）   |
| 方位格 |      | 在骆驼（里）               |
| 离格   |      | 从骆驼或比骆驼更           |
| 向格I  |      | 向骆驼                     |
| 向格II |      | 向骆驼                     |

### 动词
图瓦语动词有数种标记时体态的后缀。助动词也可用于修饰动词。图瓦语和相关语言助动词的详细研究参见Anderson 2004。

### 句法
图瓦语是SOV语序语言。例如，（骆驼 草 吃-PAST）“骆驼吃了草”。

## 词汇

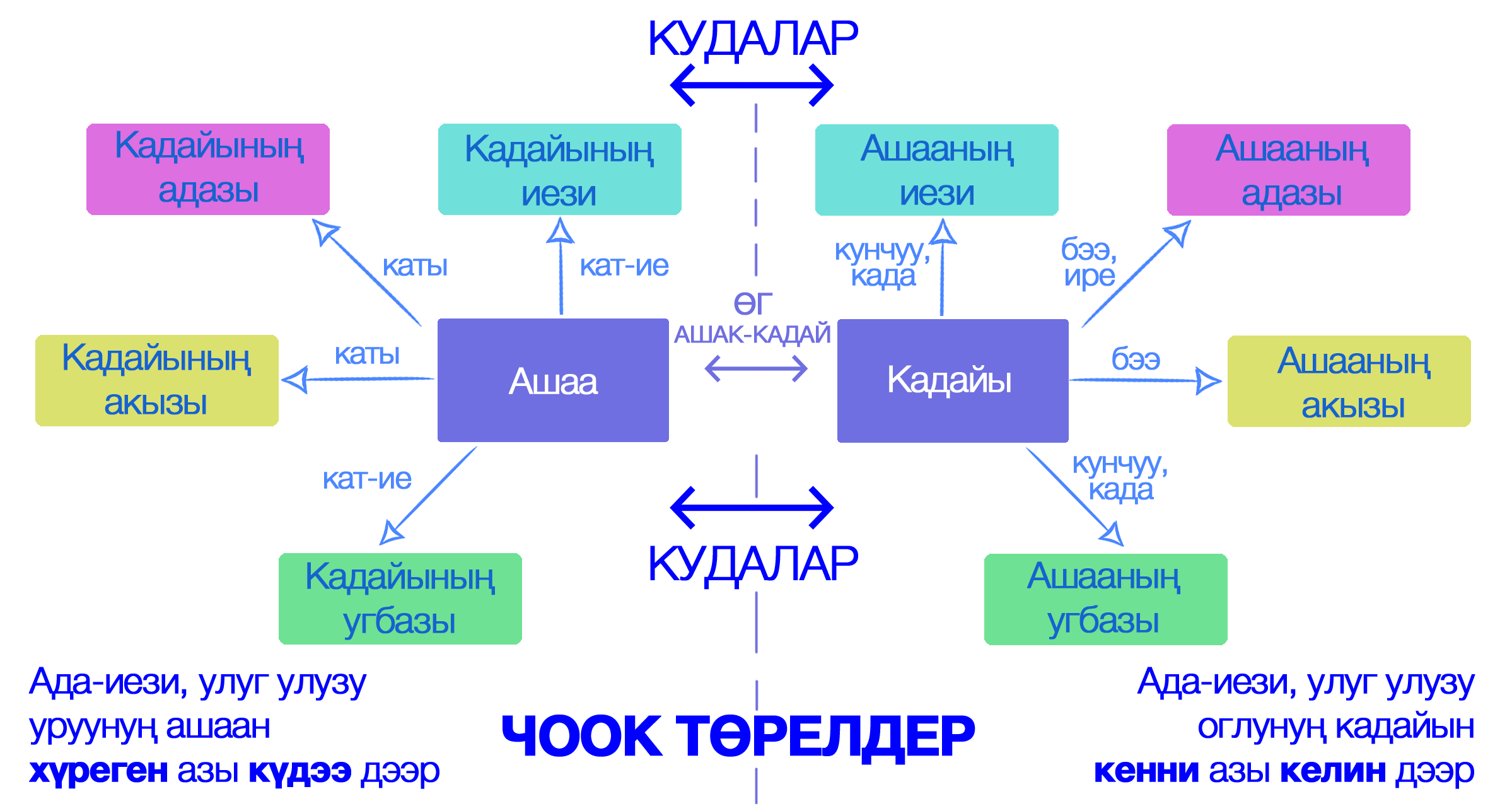
图瓦语亲属词汇。

图瓦语词汇大多是突厥来源，也有大量蒙古语借词。图瓦语还从蒙古语借来好几个词缀。另外，图瓦语还有凯特语和萨莫耶德语族底层。图瓦语口语词典由濒危语言振兴协会主持编写。

## 文学
口头传颂的民间传说是图瓦语的传统。其中包括许多种类，既有精炼的谜语、格言，也有需要几小时才能讲完的绕口令、神话传说、英雄故事、惊奇历险及史诗奇迹。其中一部分伟大的作品，例如"Boktu-Kirish,Bora-Sheelei" 已经出版。然而这种古老的艺术形式如今却岌岌可危：上一代讲故事的人正逐渐变得年老力衰；而在新的一代中，却没有人愿意继续这样的职业。